# Пробивний набій

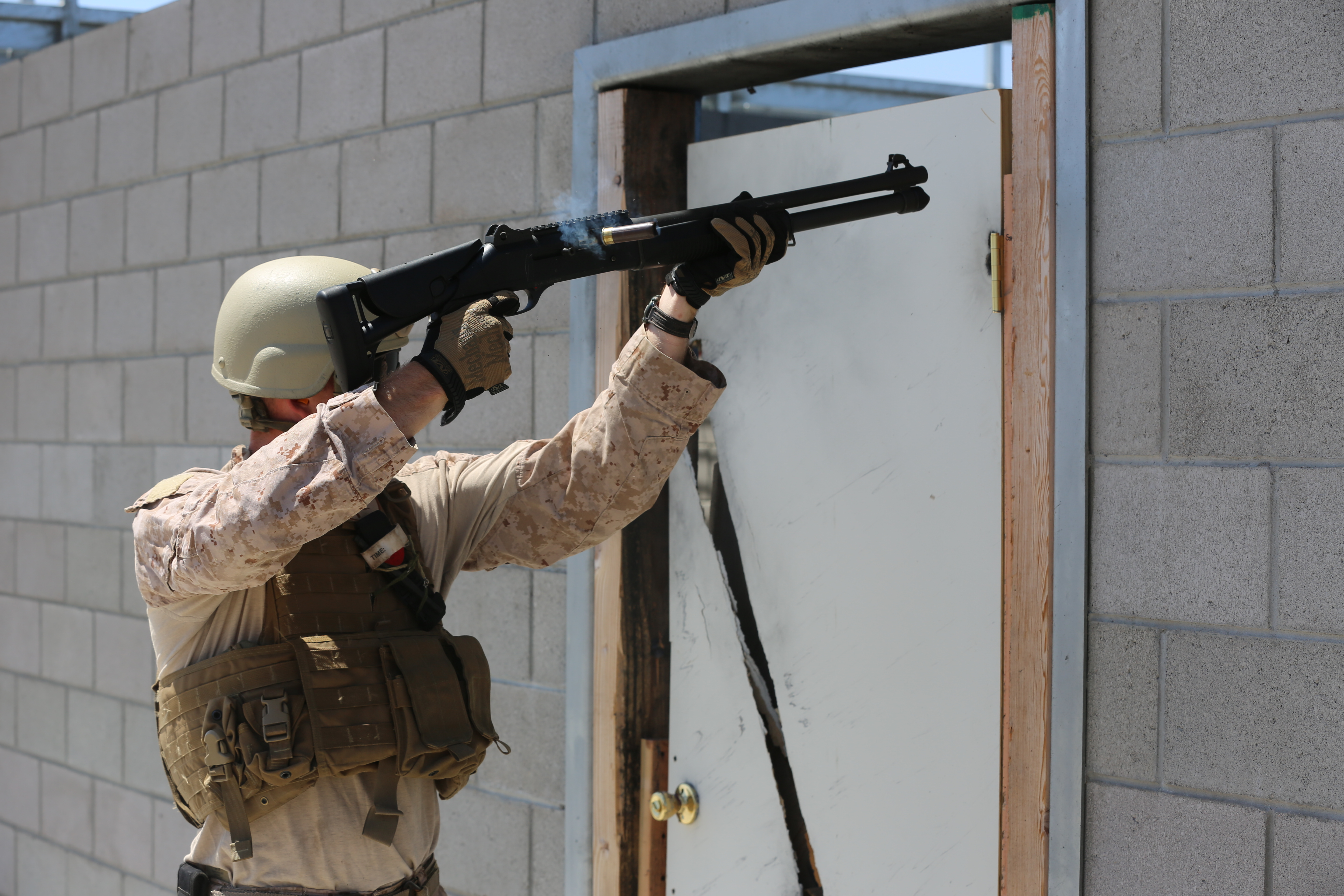
Морпіх США на практичних стрільбах по вибиванню дверей

Пробивний набій або жакан — це рушничний набій створений спеціально для виламування дверей. Зазвичай ним стріляють на відстані до 15 см, при цьому цілять або в петлі або в область дверної ручки та замка і дверний косяк, і створена для знищення об'єктів в які вона влучає, при цьому куля руйнується на нешкідливий порошок.

## Розробка та випуск

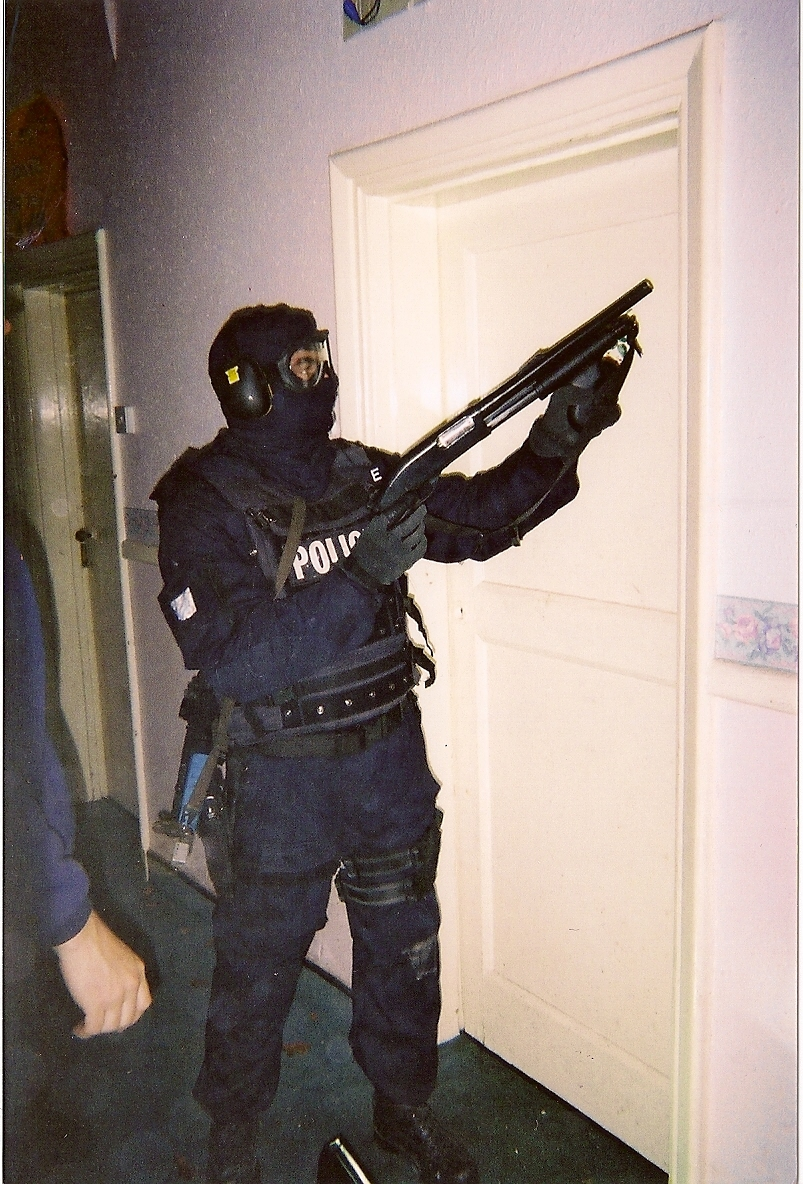
Британський полісмен використовує рушничний набій Hatton на тренуванні

Пробивні набої розроблені для знищення дверних ригелів, замків та петель без ризику для життя через рикошет або через велику вбивчу швидкість коли куля пробиває двері, як наприклад звичайний дріб. Ці крихкі кулі зроблені зі щільного спеченого матеріалу, зазвичай металевого порошку який тримає форму завдяки зв'язувальній речовині, наприклад воску. Куля може зруйнувати замок або петлю, а потім може сама зруйнуватися. Їх використовують військові та підрозділи SWAT для швидкого проникнення у закриті кімнати. Поліцейські називають такі кулі "відмички", а їхнє використання називають "виклик Евона". І ідеалі, пробивні набої можна використовувати у стандартних бойових дробовиках або у спеціальних підствольних дробовиках, наприклад, KAC Masterkey або M26 Modular Accessory Shotgun System. Найбільшої ефективності можна досягти при використанні спеціального пристрою під назвою "stand-off breacher" яке встановлено на дулі модифікованого дробовика. Пристрій приставляють до поверхні двері і воно допомагає відводити гази для зменшення тиску.
Хоча куля і розроблена так, щоб не шкодити людям перед або за дверима, при пострілі у людину вона може призвести до летальних наслідків.
Приклади пробивних набоїв:
- Royal Arms розробили набій Tesar який вже понад 25 років використовує крихкий мідний жакан різної ваги і конфігурації.  Різні заряди для різних цілей.  Вони відомі під назвою набої Tesar і використовуються у багатьох військових та поліцейських підрозділах по всьому світу.
- Пробивний заряд військових США M1030, калібр 12, довжина гільзи 2¾ inch (70 мм). Куля вагою 40 грамів (1.4 унцій) створена зі сталевого порошки який з'єднано воском.[2][3]
- Набій Clucas MoE Hatton, калібр 12, довжина гільзи 3-inch (76 мм) магнум. Куля вагою 43 грами (1.5 унцій) складається з дуже щільного воску.[4]